# قیقاج (پلدشت)
قیقاج، روستایی است از توابع شهرستان پلدشت و در استان آذربایجان غربی ایران.

## جمعیت
این روستا در دهستان زنگبار قرار داشته و بر اساس سرشماری سال ۱۳۸۵ جمعیت آن ۱۱۷نفر . بزرگ این روستا اردلان پسر جعفر آقا هستش! و از بزرگان ایل شیخکانلو و کوردای منطقه پلدشت هستن!